# هارولد جي. ديك
هارولد جي. ديك (بالإنجليزية: Harold G. Dick)‏ هو مهندس أمريكي، ولد في 19 يناير 1907 في لورانس في الولايات المتحدة، وتوفي في 3 سبتمبر 1997.